# Bogdan Țîru
Bogdan Ionuț Țîru, auch Bogdan Ionuț Țâru, (Aussprache: [bogˈdan joˈnut͡s ˈt͡sɨru]; * 15. März 1994 in Constanța) ist ein rumänischer Fußballspieler. Er steht seit 2020 bei Jagiellonia Białystok unter Vertrag.

## Karriere

### Verein
Țîru kam im Jahr 2009 in die Fußballschule von Gheorghe Hagi, die mit dem FC Viitorul Constanța verbunden war. Dadurch kam er am 28. Mai 2011 zu seinem ersten Einsatz in der Liga II. Im Jahr 2012 wechselte er fest in den Kader von Viitorul, das gerade in die Liga 1 aufgestiegen war. Dort kam er am letzten Spieltag der Saison 2012/13 zu seinem einzigen Spiel. Anschließend wurde er für ein halbes Jahr an den FC Voluntari in die Liga III ausgeliehen. Nach seiner Rückkehr kam er häufiger zum Einsatz und spielte in der Rückrunde 2013/14 zehnmal – davon viermal von Beginn an. In der Spielzeit 2014/15 wurde Țîru zur Stammkraft und fungierte in der zweiten Saisonhälfte als Mannschaftskapitän. Den Start in die Saison 2015/16 verpasste er verletzungsbedingt und kam im Herbst 2015 nur zu drei Kurzeinsätzen. Er wurde Anfang 2016 für ein halbes Jahr ausgeliehen – erneut an den FC Voluntari, der mittlerweile ebenfalls in der Liga 1 spielte. In Voluntari kehrte er zu alter Stärke zurück und sicherte sich mit dem Klub in der Relegation den Klassenverbleib. In der Spielzeit 2016/17 wurde er wieder Stammspieler in den Innenverteidigung von Viitorul. Am Saisonende gewann er mit der Meisterschaft seinen ersten Titel.

### Nationalmannschaft
Im November 2016 berief Nationaltrainer Christoph Daum Țîru erstmals in den Kreis der rumänischen Nationalmannschaft. Am 15. November 2016 kam er im Freundschaftsspiel gegen Russland zu seinem ersten Länderspiel, als er in der Nachspielzeit für Dragoș Grigore eingewechselt wurde.

## Titel und Erfolge

### Verein
- Rumänischer Meister: 2016/17 mit Viitorul Constanța
- Rumänischer Pokalsieger: 2018/19  mit Viitorul Constanța
- Rumänischer Supercupsieger: 2019/20 mit Viitorul Constanța